# Liste der Mitglieder der National Academy of Sciences/1966
Im Jahr 1966 wählte die National Academy of Sciences der Vereinigten Staaten 51 Personen zu ihren Mitgliedern.

## Neugewählte Mitglieder
- Hannes Alfven (1908–1995)
- Paul Berg (1926–2023)
- Jacob Bigeleisen (1919–2010)
- Patrick Maynard Stuart Blackett (1897–1974)
- Ronald Breslow (1931–2017)
- Bernard B. Brodie (1907–1989)
- Theodore L. Cairns (1914–1994)
- Elias J. Corey (* 1928)
- H. Richard Crane (1907–2007)
- Kingsley Davis (1908–1997)
- John Carew Eccles (1903–1997)
- Manfred Eigen (1927–2019)
- Howard W. Emmons (1912–1998)
- Val L. Fitch (1923–2015)
- Richard L. Garwin (1928–2025)
- Norman H. Giles (1915–2006)
- Edward L. Ginzton (1915–1998)
- Andrew M. Gleason (1921–2008)
- Clifford Grobstein (1916–1998)
- J. George Harrar (1906–1982)
- George K. Hirst (1909–1994)
- Elvin A. Kabat (1914–2000)
- Arthur Kantrowitz (1913–2008)
- Irving Kaplansky (1917–2006)
- Ephraim Katchalski-Katzir (1916–2009)
- H. Gobind Khorana (1922–2011)
- Edward F. Knipling (1909–2000)
- Daniel E. Koshland, Jr. (1920–2007)
- Wilton M. Krogman (1903–1987)
- Robert B. Leighton (1919–1997)
- Philip Levine (1900–1987)
- Konrad Lorenz (1903–1989)
- Vernon B. Mountcastle (1918–2015)
- Nathan M. Newmark (1910–1981)
- Donald E. Osterbrock (1924–2007)
- Ray D. Owen (1915–2014)
- Francis J. Pettijohn (1904–1999)
- Jean Piaget (1896–1980)
- George C. Pimentel (1922–1989)
- Efraim Racker (1913–1991)
- Floyd Ratliff (1919–1999)
- Bruno Sander (1884–1979)
- Harold A. Scheraga (1921–2020)
- Hans E. Suess (1909–1993)
- Earl Sutherland, Jr. (1915–1974)
- Pol Swings (1906–1983)
- Hiroshi Tamiya (1903–1984)
- Stanley M. Ulam (1909–1984)
- Owen H. Wangensteen (1898–1981)
- Samuel I. Weissman (1912–2007)
- Charles Yanofsky (1925–2018)